# 卡姆朗·米爾扎·納伊卜·薩爾坦納
卡姆朗·米爾扎（波斯語：کامران میرزا、英語：Kamran Mirza；1856年7月22日－1927年）是卡扎爾王朝的波斯親王及納賽爾丁沙阿的三子。他是馬蘇德·米爾扎·策爾·索爾坦（Mass'oud Mirza Zell-e Soltan）及穆扎法爾丁沙阿的親兄弟，又是卡姆拉尼家族的始祖。

## 生平
薩爾坦納在1856年7月22日出生於德黑蘭，父親是卡扎爾王朝君主納賽爾丁沙阿，馬蘇德·米爾扎·策爾·索爾坦和穆扎法爾丁都是他的親兄弟。母親穆妮爾·薩爾坦納是開國君主的女兒。由於納賽爾丁沙阿厭惡穆扎法爾丁，他原本希望由薩爾坦納繼承王位，但薩爾坦納的母親沒有卡扎爾王朝血統，薩爾坦納和馬蘇德·米爾扎·策爾·索爾坦都沒有資格繼承王位。
他在德黑蘭的帝國軍校接受私塾的教育。1862年，納賽爾丁沙阿任命當時6歲的薩爾坦納為德黑蘭總督，由阿明·莫爾克輔政。1867年，在沙阿前往呼羅珊之前，他獲稱為「代理攝政王」，並在1869年獲父親頒授「大指揮官」的軍銜，該軍銜是卡扎爾王朝的最高軍階。他在1862年至1863年和1875年至1876年出任德黑蘭總督，1878年至1884年轉任加茲溫及吉蘭總督，1878年至1884年任馬贊德蘭總督，並在1869年至1873年、1884年及1896年任戰爭部部長。
1896年，沙阿納賽爾丁遇刺身亡，薩爾坦納的前景急轉直下，但並非完全黯然失色。他的女兒瑪拉奇赫·賈漢下嫁穆罕默德·阿里·米爾扎，即日後加冕為王的穆罕默德·阿里沙阿。在立憲革命期間，他成立了擁護君主的黨派。薩爾坦納在1908年再度出任戰爭部部長。孫兒艾哈邁德沙阿統治時期，他在1916年至1917年出任呼羅珊總督。
薩爾坦納在1927年逝世，遺體葬在庫姆。北德黑蘭的卡姆朗尼赫（Kamranieh）曾經是他的封地，他從父親那裡繼承了皇像勳章。

## 榮譽
- 波斯皇像勳章
- 波斯最神聖皇家一等勳章
- 波斯獅子和太陽一等勳章
- 俄國聖安德烈勳章騎士
- 俄國亞歷山大·涅夫斯基勳章騎士
- 俄國聖斯坦尼斯洛斯勳章騎士
- 俄國白鷹勳章騎士
- 俄國聖安娜勳章騎士
- 奧地利利奧波斯大十字勳章

## 註腳
1. ↑  Kupferschmidt 1987，第484頁
2. ↑  Burrell 1997，第469頁
3. ↑  al-Salṭanah 1993，第322頁